# Corydoras bicolor
Corydoras bicolor är en fiskart som beskrevs av Han Nijssen och Isbrücker, 1967. Corydoras bicolor ingår i släktet Corydoras och familjen Callichthyidae. Inga underarter finns listade i Catalogue of Life.